# Sant Llorenç de Bescanó
Sant Llorenç és una església al nucli de Bescanó (el Gironès) catalogada a l'Inventari del Patrimoni Arquitectònic Català.
És un edifici d'una sola nau de dos trams, amb sis capelles laterals comunicades entre si i capçalera poligonal irregular. La coberta és de creueria i arcs formers lleugerament apuntats. Les capelles, totes amb planta diferent, són cobertes o bé amb volta de canó o per arestes. El parament arrebossat deixa veure els nervis i arcs de pedra ben escairada. La façana, força deteriorada, consta d'un portal rectangular emmarcat amb columnes sobre basament que sostenen un entaulament amb dues figures laterals molt erosionades i la imatge del patró inscrita en una petxina entre pilastres estriades. Al capdamunt un rosetó i una escultura entre volutes. El campanar de planta quadrada és de construcció posterior. Al seu interior hi ha una imatge de la Mare de Déu, realitzada el 1965 i un Sant Crist.
A la primera meitat del segle xi ja existia una església dedicada a Sant Llorenç (màrtir). L'any 1058 la comtessa Ermessenda de Carcassona la restitueix a Berenguer, bisbe de Girona. Però l'edifici actual data del segle xviii. El 1740 es feu el cor i les dues capelles laterals dels peus i el 1790 s'acabà la façana. Havent quedat petita, l'any 1963 es feu una nova església dedicada a l'Assumpció dissenyada per l'arquitecte Josep Ros Casadevall situada a l'eixample modern de la ciutat.